# Августа Магдалена Гессен-Дармштадтская
Августа Магдалена Гессен-Дармштадтская (нем. Auguste Magdalene von Hessen-Darmstadt; 6 марта 1657, Дармштадт — 1 сентября 1674, Дармштадт) — гессенская принцесса, поэтесса и переводчица

.
Августа Магдалена — дочь ландграфа Людвига VI Гессен-Дармштадтского и его супруги Марии Елизаветы Шлезвиг-Гольштейн-Готторпской, дочери герцога Фридриха III Шлезвиг-Гольштейн-Готторпского. Как и её отец и сестра Магдалена Сибилла, Августа Магдалена увлекалась литературным творчеством: занималась переводами псалмов Давида, написала поэтических сборник «Дверь в немецкую поэзию» (Die Thür zur deutschen Poesie). Умерла в 17 лет и была похоронена в дармштадтской городской церкви.